# Jenny Gérard
Pour les articles homonymes, voir Gérard.
Jenny Gérard est une directrice artistique et productrice française, née le 23 janvier 1933 à Saint-Ouen et morte le 13 décembre 2020 à Rouvray-Catillon.
Elle a dirigé le doublage français de plus de trois cents films, parmi lesquels un grand nombre de ceux de Clint Eastwood, Robert Zemeckis, Pedro Almodovar, James Cameron, Tim Burton, Brian De Palma et Steven Spielberg, ainsi que la saga Harry Potter.

## Biographie
Après une formation de secrétariat et comptabilité chez Pigier, Jenny Gérard travaille comme sténodactylo, puis aide-comptable dans différentes sociétés dont l'INRA. En 1956, elle est engagée par le producteur Claude Dolbert qui lui confie l'année suivante le poste de secrétaire de production sur Les Violents d'Henri Calef avec Paul Meurisse. Elle travaille ensuite sur Le Sicilien de Pierre Chevalier avec Fernand Raynaud et Les Amants de demain de Marcel Blistène avec Édith Piaf.
En 1959, elle est nommée gérante de la société Sipro qui coproduit J'irai cracher sur vos tombes de Michel Gast d'après Boris Vian. Cette société disparaît à la suite de la faillite de l'Intra Bank (en) en 1966.
Parallèlement, elle coproduit au travers de la société Story Films, dont elle est également gérante, plusieurs films de Jean Girault (rencontré sur le tournage du Sicilien) avec Louis de Funès : Pouic-Pouic (1963), Le Gendarme de Saint-Tropez (1964) et Le Gendarme à New York (1965).
En 1966, elle supervise le doublage de Répulsion de Roman Polanski. Cette première expérience en tant que directrice artistique la conduit à créer avec Michel Gast, l'année suivante, la Société nouvelle de doublage (SND) et racheter les auditoriums de la Twentieth Century Fox à Saint-Ouen. La société supervise notamment les versions françaises des principaux films des années 1970 et 1980, parmi lesquels Butch Cassidy et le Kid, Hello, Dolly !, La Tour infernale, M*A*S*H, La Malédiction, Les Trois Jours du Condor, On achève bien les chevaux, Le Voyage fantastique, French Connection, Un après-midi de chien, Rambo, Les Incorruptibles, la trilogie Retour vers le futur et de nombreuses séries télévisées (Les oiseaux se cachent pour mourir, L'Homme qui tombe à pic, Shérif, fais-moi peur, La Loi de Los Angeles, etc.). SND fait débuter de nombreux comédiens, directeurs artistiques et auteurs (Jean Droze, Jean Roche, Christian Dura).
Elle produit et distribue aussi plusieurs films dont Céleste (1970) de Michel Gast, les deux premiers films de Coline Serreau, Mais qu'est-ce qu'elles veulent ? (1975) et Pourquoi pas ! (1977), Le Diable au cœur (1976) de Bernard Queysanne, Les héros n'ont pas froid aux oreilles (1979) de Charles Nemes, plusieurs films érotiques de Jean-François Davy (Prenez la queue comme tout le monde, Q, etc.) ainsi que deux longs métrages d'animation de Picha, Tarzoon, la honte de la jungle (1975) et Le Chaînon manquant (1980), dont elle supervise aussi le doublage.
P.M. Productions prend le relais de la SND en 1982, avant de s'installer en 1988 dans une partie des studios construits par les laboratoires Éclair à Épinay-sur-Seine. En 1992, Jenny Gérard crée la Sonodi chargée de la gestion des auditoriums, tandis que l'Européenne de doublage se substitue à P.M. Productions pour l'activité doublage et réalise les versions françaises de plusieurs des blockbusters des années 1990 et 2000, dont Batman, Pretty Woman, Forrest Gump, Titanic, Jurassic Park, Le Silence des agneaux, Ghost, Independence Day, etc., mais aussi de séries télévisées à succès comme Les Simpson, Urgences, South Park et À la Maison-Blanche. À la suite des faillites des deux sociétés en 2003, Jenny Gérard dirige désormais pour différentes sociétés dont Cinéphase et Dubbing Brothers, ces derniers ayant racheté les studios d'Épinay en 2010.
La même année, Jenny Gérard crée l'École de doublage, qui organise des stages formant à la technique du doublage, parrainée par Charlotte Valandrey et Lucien Jean-Baptiste, et animée - en dehors d'elle-même - par Agathe Schumacher, Anne Lanco et Dominique Wenta.

### Décès
Jenny Gérard meurt le 13 décembre 2020 à l'âge de 87 ans.

## Filmographie

### En tant que productrice
- 1970 : Céleste de Michel Gast
- 1972 : Jeunes Filles au couvent de Eberhard Schröder
- 1973 : Prenez la queue comme tout le monde de Jean-François Davy
- 1973 : Une histoire du XVIIe siècle de Domenico Paolella
- 1974 : Q de Jean-François Davy
- 1974 : Votre plaisir mesdames de Franz Marischka
- 1975 : Mais qu'est-ce qu'elles veulent ? de Coline Serreau (documentaire)
- 1975 : Tarzoon, la honte de la jungle de Picha
- 1976 : Le Diable au cœur de Bernard Queysanne
- 1976 : Et si tu n'en veux pas de Jacques Besnard
- 1977 : Pourquoi pas ! de Coline Serreau
- 1978 : Raoni de Jean-Pierre Dutilleux et Luiz Carlos Saldanha (documentaire)
- 1979 : Claude François : Le Film de sa vie de Samy Pavel (documentaire)
- 1980 : Mama Dracula de Boris Szulzinger
- 1980 : Comme une femme de Christian Dura
- 1980 : Le Chaînon manquant de Picha
- 1981 : Gamín de Ciro Durán (documentaire)

### En tant que distributrice
- 1972 : Les Dragueuses de Franz Marischka[9]
- 1974 : Q de Jean-François Davy
- 1974 : Flesh Gordon de Michael Benveniste et Howard Ziehm[9]
- 1975 : Exhibition de Jean-François Davy
- 1975 : Infidélités ou Le Désir de Jean-François Davy
- 1976 : Hedda de Trevor Nunn
- 1976 : Et si tu n'en veux pas de Jacques Besnard
- 1976 : C'est toujours oui quand elles disent non de Norman Panama[10]
- 1977 : Pourquoi pas ! de Coline Serreau
- 1977 : Le Monstre qui vient de l'espace (The Incredible Melting Man) de William Sachs[11]
- 1978 : Si vous n'aimez pas ça, n'en dégoûtez pas les autres de Raymond Lewin
- 1979 : Les héros n'ont pas froid aux oreilles de Charles Nemes
- 1980 : Des morts de Jean-Pol Ferbus, Dominique Garny et Thierry Zéno (documentaire)
- 1980 : Comme une femme de Christian Dura
- 1980 : Ma blonde, entends-tu dans la ville ? de René Gilson

Sources : IMDb

### En tant que directrice artistique
Note : l'année indiquée est celle de la sortie initiale du film et non celle du doublage français (précédant en général de quelques mois la sortie française).

#### Cinéma

##### Long métrage
Spiro
- 1966 : Répulsion de Roman Polanski
- 1967 : Le Voyage fantastique de Richard Fleischer

Société Nouvelle de Doublage / P.M. Productions / L'Européenne de doublage / Sonodi
- 1968 : L'Étrangleur de Boston de Richard Fleischer
- 1968 : Le Détective de Gordon Douglas
- 1969 : Butch Cassidy et le Kid de George Roy Hill
- 1969 : Hello, Dolly ! de Gene Kelly
- 1969 : On achève bien les chevaux de Sydney Pollack
- 1969 : La Lettre du Kremlin de John Huston[13]
- 1970 : M*A*S*H de Robert Altman
- 1970 : L'Insurgé de Martin Ritt
- 1971 : French Connection de William Friedkin
- 1971 : Panique à Needle Park de Jerry Schatzberg
- 1971 : Point limite zéro de Richard C. Sarafian
- 1973 : L'Empereur du Nord de Robert Aldrich
- 1973 : The Last American Hero de Lamont Johnson
- 1974 : La Tour infernale de Irwin Allen et John Guillermin
- 1975 : French Connection 2 de John Frankenheimer
- 1975 : Les Trois Jours du Condor de Sydney Pollack
- 1975 : Le Sixième Continent de Kevin Connor
- 1976 : La Malédiction de Richard Donner
- 1976 : Transamerica Express de Arthur Hiller
- 1976 : Un après-midi de chien de Sidney Lumet
- 1976 : Affreux, sales et méchants de Ettore Scola
- 1977 : De l'autre côté de minuit de Charles Jarrot
- 1977 : Drôle de séducteur de Gene Wilder
- 1978 : Damien : La Malédiction 2 de Don Taylor
- 1978 : Mort sur le Nil de John Guillermin
- 1978 : La Femme libre de Paul Mazursky
- 1978 : Un mariage de Robert Altman
- 1978 : Furie de Brian De Palma
- 1979 : Les Joyeux Débuts de Butch Cassidy et le Kid de Richard Lester
- 1979 : Norma Rae de Martin Ritt
- 1980 : Comment se débarrasser de son patron de Colin Higgins
- 1980 : Willie et Phil de Paul Mazursky
- 1980 : Au boulot... Jerry ! de Jerry Lewis
- 1980 : Pulsions de Brian De Palma
- 1981 : L'Œil du témoin de Peter Yates
- 1981 : Blow Out de Brian De Palma
- 1981 : La Malédiction finale de Graham Baker
- 1981 : Chasse à mort de Peter Hunt
- 1982 : Rambo de Ted Kotcheff
- 1982 : Conan le Barbare de John Milius
- 1982 : Les cadavres ne portent pas de costard de Carl Reiner
- 1983 : Furyo de Nagisa Oshima
- 1983 : À bout de souffle, made in USA de Jim McBride
- 1983 : La Valse des pantins de Martin Scorsese
- 1983 : Christine de John Carpenter
- 1983 : La Quatrième Dimension de Joe Dante, John Landis, George Miller et Steven Spielberg
- 1983 : To Be or Not to Be de Alan Johnson
- 1984 : La Déchirure de Roland Joffe
- 1984 : Greystoke, la légende de Tarzan de Hugh Hudson
- 1984 : Moscou à New York de Paul Mazursky
- 1984 : Signé : Lassiter de Roger Young
- 1984 : Body Double de Brian De Palma
- 1984 : SOS Fantômes de Ivan Reitman
- 1984 : L'Aube rouge
- 1984 : Le Pape de Greenwich Village de Stuart Rosenberg
- 1984 : L'Histoire sans fin de Wolfgang Petersen
- 1984 : Police Academy de Hugh Wilson
- 1984 : Les Muppets à Manhattan de Frank Oz
- 1985 : Police Academy 2 de Jerry Paris
- 1985 : Revolution de Hugh Hudson
- 1985 : Mask de Peter Bogdanovich
- 1985 : Les Goonies de Richard Donner
- 1985 : Lifeforce de Tobe Hooper
- 1985 : Drôles d'espions de John Landis
- 1985 : Commando de Mark L. Lester
- 1985 : Cocoon de Ron Howard
- 1985 : Ladyhawke, la femme de la nuit de Richard Donner
- 1985 : Rambo 2 : La Mission de George Pan Cosmatos
- 1985 : Legend de Ridley Scott
- 1985 : Witness de Peter Weir
- 1985 : La Couleur pourpre de Steven Spielberg
- 1985 : Enemy de Wolfgang Petersen
- 1985 : Mad Max : Au-delà du dôme du tonnerre de George Miller
- 1986 : Salvador
- 1986 : La Petite Boutique des horreurs de Frank Oz
- 1986 : Highlander de Russell Mulcahy
- 1986 : Police Academy 3 de Jerry Paris
- 1986 : Short Circuit de John Badham
- 1986 : Menace to Society d'Albert et Allen Hughes
- 1986 : Cobra de George Pan Cosmatos
- 1986 : Stand by Me de Rob Reiner
- 1987 : Empire du soleil de Steven Spielberg
- 1987 : Princess Bride de Rob Reiner
- 1987 : Les Incorruptibles  de Brian De Palma
- 1987 : Angel Heart de Alan Parker
- 1987 : Arizona Junior de Joel Coen
- 1987 : L'Aventure intérieure de Joe Dante
- 1987 : Broadcast News de James L. Brooks
- 1987 : Dirty Dancing de Emile Ardolino
- 1987 : La Folle Histoire de l'espace de Mel Brooks
- 1987 : L'Arme fatale : de Richard Donner
- 1987 : Police Academy 4 de Jim Drake
- 1987 : Neige sur Beverly Hills de Marek Kanievska
- 1988 : Les Accusés de Jonathan Kaplan
- 1988 : Willow de Ron Howard
- 1988 : Tequila Sunrise de Robert Towne
- 1988 : Bird de Clint Eastwood
- 1988 : Femmes au bord de la crise de nerfs de Pedro Almodovar
- 1988 : Beetlejuice de Tim Burton
- 1988 : Midnight Run de Martin Brest
- 1988 : Qui veut la peau de Roger Rabbit de Robert Zemeckis
- 1988 : Rambo 3 de Peter McDonald
- 1988 : Cocoon, le retour de Daniel Petrie
- 1988 : Un cri dans la nuit de Fred Schepisi
- 1988 : Police Academy 5 de Alan Myerson
- 1989 : Potins de femmes de Herbert Ross
- 1989 : Always de Steven Spielberg
- 1989 : Retour vers le futur 2 de Robert Zemeckis
- 1989 : SOS Fantômes 2 de Ivan Reitman
- 1989 : Batman de Tim Burton
- 1989 : Attache-moi de Pedro Almodovar
- 1989 : Abyss de James Cameron
- 1989 : L'Arme fatale 2 : de Richard Donner
- 1989 : Police Academy 6 de Peter Bonerz
- 1989 : Indiana Jones et la Dernière Croisade de Steven Spielberg
- 1990 : Gremlins 2, la nouvelle génération de Joe Dante
- 1990 : Chasseur blanc, cœur noir de Clint Eastwood
- 1990 : Ghost de Jerry Zucker
- 1990 : Retour vers le futur 3 de Robert Zemeckis
- 1990 : Arachnophobie de Frank Marshall
- 1990 : Pretty Woman de Garry Marshall
- 1991 : Hook ou la Revanche du capitaine Crochet de Steven Spielberg
- 1991 : JFK de Oliver Stone
- 1991 : L'embrouille est dans le sac de John Landis
- 1991 : For the Boys de Mark Rydell
- 1991 : Talons aiguilles de Pedro Almodovar
- 1991 : Le Silence des agneaux de Jonathan Demme
- 1991 : Antonia et Jane de Beeban Kidron
- 1991 : Backdraft de Ron Howard
- 1991 : Quoi de neuf, Bob ? de Frank Oz
- 1991 : À propos d'Henry de Mike Nichols
- 1991 : Les Nuits avec mon ennemi de Joseph Ruben
- 1992 : Batman : Le Défi de Tim Burton
- 1992 : Jennifer 8 de Bruce Robinson
- 1992 : Jambon, jambon de Bigas Luna
- 1992 : Beethoven de Brian Levant
- 1992 : Piège en haute mer de Andrew Davis
- 1992 : Impitoyable de Clint Eastwood
- 1992 : Horizons lointains de Ron Howard
- 1992 : Sang chaud pour meurtre de sang-froid de Phil Joanou
- 1992 : Passager 57 de Kevin Hooks
- 1992 : L'Arme fatale 3 : de Richard Donner
- 1992 : Hoffa de Danny DeVito
- 1992 : La mort vous va si bien de Robert Zemeckis
- 1992 : Qiu Ju, une femme chinoise de Zhang Yimou
- 1992 : Les Blancs ne savent pas sauter de Ron Shelton
- 1992 : Des hommes d'honneur de Rob Reiner
- 1993 : Forever Young de Steve Miner
- 1993 : Entre ciel et terre de Oliver Stone
- 1993 : Les Survivants de Frank Marshall
- 1993 : Président d'un jour de Ivan Reitman
- 1993 : La Liste de Schindler de Steven Spielberg
- 1993 : Adieu ma concubine de Chen Kaige
- 1993 : Nom de code : Nina de  John Badham
- 1993 : Kika de Pedro Almodovar
- 1993 : Demolition Man de Marco Brambilla
- 1993 : La Leçon de piano de Jane Campion
- 1993 : Jurassic Park de Steven Spielberg
- 1993 : Le Fugitif d'Andrew Davis
- 1993 : Denis la Malice de Nick Castle
- 1993 : Blessures secrètes de Michael Caton-Jones
- 1993 : Benny and Joon de Jeremiah S. Chechik
- 1993 : Ta mère ou moi de Chris Columbus
- 1993 : Beethoven 2 de Rod Daniel
- 1994 : True Lies de James Cameron
- 1994 : Le Journal de Ron Howard
- 1994 : Les Évadés de Frank Darabont
- 1994 : Harcèlement de Barry Levinson
- 1994 : Entretien avec un vampire de Neil Jordan
- 1994 : La Famille Pierrafeu de Brian Levant
- 1994 : Wyatt Earp de Lawrence Kasdan
- 1994 : Only You de Norman Jewison
- 1994 : La Folie du roi George de Nicholas Hytner
- 1994 : Muriel de Paul John Hogan
- 1994 : Aux bons soins du docteur Kellogg de Alan Parker
- 1994 : La guerre des boutons, ça recommence de John Roberts
- 1994 : Forrest Gump de Robert Zemeckis
- 1994 : Fresh de Boaz Yakin
- 1994 : Vivre ! de Zhang Yimou
- 1994 : Intersection de Mark Rydell
- 1994 : Police Academy 7 de Alan Metter
- 1994 : Tueurs nés de Oliver Stone
- 1994 : Lassie : Des amis pour la vie de Daniel Petrie
- 1994 : Terrain miné de Steven Seagal
- 1994 : Miracle sur la 34e rue de Les Mayfield
- 1995 : Bienvenue dans l'âge ingrat de Todd Solondz
- 1995 : Losing Isaiah : Les Chemins de l'amour de Stephen Gyllenhaal
- 1995 : Batman Forever de Joel Schumacher
- 1995 : Le Patchwork de la vie de Jocelyn Moorhouse
- 1995 : Alerte ! de Wolfgang Petersen
- 1995 : Papa, j'ai une maman pour toi de Andy Tennant
- 1995 : Casper de Brad Silberling
- 1995 : Jumanji de Joe Johnston
- 1995 : Piège à grande vitesse de Geoff Murphy
- 1995 : Assassins de Richard Donner
- 1995 : Sur la route de Madison de Clint Eastwood
- 1995 : Le Diable en robe bleue de Carl Franklin
- 1995 : Jade de William Friedkin
- 1995 : Juste Cause de Arne Glimcher
- 1995 : Des anges et des insectes de Philip Haas
- 1996 : Independence Day de Roland Emmerich
- 1996 : Au-delà des lois de John Schlesinger
- 1996 : Mars Attacks! de Tim Burton
- 1996 : Grace of My Heart de Allison Anders
- 1996 : Ultime Décision de Stuart Baird
- 1996 : Extravagances de Beeban Kidron
- 1996 : Twister de Jan de Bont
- 1996 : Poursuite d'Andrew Davis
- 1996 : Fantômes contre fantômes de Peter Jackson
- 1996 : Bogus de Norman Jewison
- 1996 : L'Effaceur de Chuck Russell
- 1996 : Michael Collins de Neil Jordan
- 1996 : Secrets et Mensonges de Mike Leigh
- 1996 : Mission impossible de Brian De Palma
- 1996 : La Robe, et l'effet qu'elle produit sur les femmes qui la portent et les hommes qui la regardent d'Alex van Warmerdam
- 1996 : Leçons de séduction de Barbra Streisand
- 1997 : Ne pas avaler de Gary Oldman
- 1997 : Batman et Robin de Joel Schumacher
- 1997 : Le Monde perdu : Jurassic Park de Steven Spielberg
- 1997 : Contact de Robert Zemeckis
- 1997 : Le Flic de San Francisco de Thomas Carter
- 1997 : En route vers Manhattan de Greg Mottola
- 1997 : Amistad  de Steven Spielberg
- 1997 : Volcano de Mick Jackson
- 1997 : Lost Highway de David Lynch
- 1997 : Happy Together de Wong Kar-wai
- 1997 : Batman et Robin de Joel Schumacher
- 1997 : Le Mariage de mon meilleur ami de Paul John Hogan
- 1997 : Le Pic de Dante de Roger Donaldson
- 1997 : En chair et en os de Pedro Almodovar
- 1997 : Titanic de James Cameron
- 1997 : Pour le pire et pour le meilleur de James L. Brooks
- 1997 : Postman de Kevin Costner
- 1997 : À couteaux tirés de Lee Tamahori
- 1997 : Complots de Richard Donner
- 1997 : Henry Fool de Hal Hartley
- 1997 : Men in Black de Barry Sonnenfeld
- 1998 : Ainsi va la vie de Forest Whitaker
- 1998 : Un cri dans l'océan de Stephen Sommers
- 1998 : Waterboy de Frank Coraci
- 1998 : Les Ensorceleuses de Griffin Dunne
- 1998 : U.S. Marshals de Stuart Baird
- 1998 : Négociateur de F. Gary Gray
- 1998 : Small Soldiers de Joe Dante
- 1998 : Ronin de John Frankenheimer
- 1998 : Chapeau melon et bottes de cuir de Jeremiah S. Chechik
- 1998 : Pluie d'enfer de Jan de Bont
- 1998 : Minuit dans le jardin du bien et du mal de Clint Eastwood
- 1998 : Vous avez un message de Nora Ephron
- 1998 : L'Objet de mon affection de Nicholas Hytner
- 1998 : L'Homme au masque de fer de Randall Wallace
- 1998 : Il faut sauver le soldat Ryan de Steven Spielberg
- 1998 : L'Arme fatale 4 : de Richard Donner
- 1998 : 6 jours, 7 nuits de Ivan Reitman
- 1998 : Pluie d'enfer de Mikael Salomon
- 1998 : À nous quatre de Nancy Meyers
- 1998 : Les Derniers Jours du disco de Whit Stillman
- 1998 : La Ligne rouge de Terrence Malick
- 1999 : Les Rois du désert de David O. Russell
- 1999 : Escapade à New York de Sam Weisman
- 1999 : L'Enfer du dimanche de Oliver Stone
- 1999 : Jugé coupable de Clint Eastwood
- 1999 : Peur bleue de Renny Harlin
- 1999 : Simon le magicien de Ben Hopkins
- 1999 : Goodbye Lover de Roland Joffé
- 1999 : Payback de Brian Helgeland
- 1999 : La neige tombait sur les cèdres de Scott Hicks
- 1999 : Wild Wild West de Barry Sonnenfeld
- 1999 : La Maison de l'horreur de William Malone
- 1999 : Dix Bonnes Raisons de te larguer de Gil Junger
- 1999 : Des chambres et des couloirs de Rose Troche
- 1999 : Mon ami Joe de Ron Underwood
- 2000 : Space Cowboys de Clint Eastwood
- 2000 : Seul au monde de Robert Zemeckis
- 2000 : Les Pierrafeu à Rock Vegas de Brian Levant
- 2000 : Les Aventures de Rocky et Bullwinkle de Des McAnuff
- 2000 : Get Carter de Stephen T. Kay
- 2000 : En toute complicité de Marek Kanievska
- 2000 : Tigre et Dragon de Ang Lee
- 2000 : Zoolander de Ben Stiller
- 2000 : Apparences de Robert Zemeckis
- 2001 : Crocodile Dundee 3 de Simon Wincer
- 2001 : A.I. Intelligence artificielle de Steven Spielberg
- 2001 : Harry Potter à l'école des sorciers de Chris Columbus
- 2001 : Vanilla Sky de Cameron Crowe
- 2001 : Angel Eyes de Luis Mandoki
- 2001 : Destination : Graceland de Demian Lichtenstein
- 2001 : Mariage et Conséquences de Joel Hopkins
- 2001 : Jurassic Park 3 de Joe Johnston
- 2001 : Bleu profond de Scott McGehee et David Siegel
- 2001 : Hannibal de Ridley Scott
- 2002 : La Reine des damnés de Michael Rymer
- 2002 : Harry Potter et la Chambres des secrets de Chris Columbus
- 2002 : Juwanah Mann de Jesse Vaughan
- 2002 : La Machine à explorer le temps de Simon Wells
- 2002 : Minority Report de Steven Spielberg
- 2002 : Arrête-moi si tu peux de Steven Spielberg
- 2002 : Paï de Niki Caro
- 2002 : Créance de sang de Clint Eastwood
- 2002 : Loin du paradis de Todd Haynes
- 2003 : Ce dont rêvent les filles de Dennie Gordon

| Cinéphase - 2003 : 21 Grammes de Alejandro González Iñárritu - 2004 : Harry Potter et le Prisonnier d'Azkaban de Alfonso Cuaron - 2004 : Mon trésor de Keren Yedaya - 2004 : Keane de Lodge Kerrigan - 2004 : Nobody Knows de Hirokazu Kore-eda - 2004 : Maria, pleine de grâce de Joshua Marston - 2004 : La Mémoire du tueur de Erik Van Looy - 2005 : Reinas de Manuel Gomez Pereira - 2005 : The Jacket de John Maybury - 2005 : Le Chien jaune de Mongolie de Byambasuren Davaa - 2005 : Quatre Filles et un jean de Ken Kwapis - 2005 : Election de Johnny To - 2005 : Batman Begins de Christopher Nolan - 2005 : Harry Potter et la Coupe de feu de Mike Newell - 2006 : Un crime de Manuel Pradal - 2006 : Mémoires de nos pères de Clint Eastwood - 2006 : Le Prestige de Christopher Nolan - 2006 : Election 2 de Johnny To - 2006 : Exilé de Johnny To - 2006 : Lettres d'Iwo Jima de Clint Eastwood - 2006 : Firewall de Richard Loncraine - 2006 : Pénélope de Mark Palansky - 2006 : Scandaleusement célèbre de Douglas McGrath - 2007 : Zodiac de David Fincher - 2007 : Dans la vallée d'Elah de Paul Haggis - 2007 : Lucky You de Curtis Hanson - 2007 : Harry Potter et l'Ordre du Phénix de David Yates - 2008 : L'Étrange Histoire de Benjamin Button de David Fincher - 2009 : Harry Potter et le Prince de sang-mêlé de David Yates - 2010-2011 : Harry Potter et les Reliques de la Mort de David Yates | Libra Films - 1982 : E.T. l'extra-terrestre (redoublage de 2002) - 2003 : Mystic River de Clint Eastwood - 2003 : L'Histoire du chameau qui pleure de Byambasuren Davaa Karina Films - 2003 : Tout peut arriver de Nancy Meyers - 2003 : Carandiru de Hector Babenco - 2004 : L'Exorciste : Au commencement de Renny Harlin - 2005 : La rumeur court... de Rob Reiner Ubik Films - 2004 : Catwoman de Pitof - 2005 : Charlie et la Chocolaterie de Tim Burton Dubbing Brothers - 2008 : Gran Torino de Clint Eastwood - 2008 : 10 000 de Roland Emmerich - 2008 : Max la Menace de Peter Segal - 2008 : The Dark Knight : Le Chevalier noir de Christopher Nolan - 2009 : Invictus de Clint Eastwood - 2009 : Max et les Maximonstres de Spike Jonze - 2010 : Comme chiens et chats : La Revanche de Kitty Galore de Brad Peyton - 2010 : Au-delà de Clint Eastwood - 2010 : Top Cops de Kevin Smith - 2011 : L'Incroyable Histoire de Winter le dauphin de Charles Martin Smith - 2011 : J. Edgar de Clint Eastwood - 2012 : La Colère des Titans de Jonathan Liebesman - 2012 : Une nouvelle chance de Robert Lorenz - 2013 : Gangster Squad de Ruben Fleischer |

##### Longs-métrages d'animation
| Société nouvelle de doublage / L'Européenne de doublage - 1977 : Les Sorciers de la guerre de Ralph Bakshi - 1977 : Raggedy Ann and Andy: A Musical Adventure de Richard Williams - 1993 : Poucelina de Don Bluth - 1995 : Balto de Simon Wells - 1999 : Le Roi et moi de Richard Rich | Cinéphase - 2006 : Lucas, fourmi malgré lui de John A. Davis - 2007 : Blanche-Neige, la suite de Picha PM Productions - 1990 : Lapin Looping Dubbing Brothers - 2010 : Le Royaume de Ga'hoole de Zack Snyder Karina Films - 2004 : L'Île de Black Mór de Jean-François Laguionie |